# Anosia celebensis
Anosia celebensis är en fjärilsart som beskrevs av Rothschild 1892. Anosia celebensis ingår i släktet Anosia och familjen praktfjärilar. Inga underarter finns listade i Catalogue of Life.